# Larry Gagosian
Lawrence Gilbert Gagosian dit Larry Gagosian, né le 19 avril 1945 à Los Angeles, est un galeriste et marchand d'art américain d'origine arménienne. Considéré comme l'un des plus importants marchands d'art contemporain et d'art moderne, il possède de nombreuses galeries dans le monde travaillant avec les plus importants artistes contemporains.

## Biographie
Larry Gagosian est le fils d'un père comptable, d'origine arménienne, et d'une mère actrice. Il fait ses études à l'université de Californie à Los Angeles (UCLA), où il commence à vendre des posters. Au début des années 1980, il se spécialise dans la revente d'œuvres d'artistes contemporains en travaillant notamment avec des collectionneurs comme Douglas Cramer, Eli Broad et Keith Barish. Il ouvre ensuite une galerie à New York en lien direct avec des collectionneurs importants comme David Geffen, Charles Saatchi. Son entreprise compte aujourd'hui 200 salariés et un chiffre d'affaires annuel, estimé à un milliard de dollars par le Wall Street Journal. 
Larry Gagosian dirige actuellement treize Galerie Gagosian dans le monde : quatre à New York (sur Madison Avenue, West 24th Street, Park Avenue et 21st Street), deux à Londres (sur Britannia et Davies Streets), une à Los Angeles (à Beverly Hills), une à Rome, une à Athènes, une à Genève, deux à Paris, et enfin une à Hong Kong.
Aujourd'hui, Gagosian représente des artistes de tous les courants modernes et contemporains comme Richard Artschwager, Balthus, Jean-Michel Basquiat, Cecily Brown, Chris Burden, Francesco Clemente, John Currin, Walter de Maria, Ellen Gallagher, Douglas Gordon, Howard Hodgkin, Neil Jenney, Mike Kelley, Anselm Kiefer, Maya Lin, Vera Lutter, Vik Muniz, Robert Rauschenberg, Anselm Reyle, Edward Ruscha, Jenny Saville, Richard Serra, David Smith, Philip Taaffe, Mark Tansey, Robert Therrien, Cy Twombly, Andy Warhol et Richard Wright. Il organise également des expositions thématiques importantes, principalement dans sa galerie de Madison Avenue.